# Agent de police judiciaire
Pour les articles homonymes, voir APJ.
En France, les agents de police judiciaire (APJ) sont, selon l'article 20 du Code de procédure pénale :
- les policiers de la Police nationale (France)
- les gendarmes de la Gendarmerie nationale (France).

Sont agents de police judiciaire tous les gendarmes non officiers de police judiciaire ainsi que les fonctionnaires de police non officiers de police judiciaire. En vertu de l'article 20-1 du code de procédure pénale, les fonctionnaires de police et militaires de gendarmerie à la retraite appelés au titre de la réserve civile de la police nationale ou au titre de la réserve opérationnelle de la gendarmerie nationale peuvent bénéficier de la qualité d'agent de police judiciaire sous conditions fixées par décret en Conseil d'État.
Ils sont sous les ordres et sous la responsabilité des officiers de police judiciaire (OPJ), aux termes de l'article 16 du Code de procédure pénale. 
Ils ont pouvoir de constater les crimes, délits et contraventions. Leur mission consiste à seconder les officiers de police judiciaire, par un procès-verbal ou d'un rapport après des actes d'interpellations, constatations, auditions, confrontations, enquêtes.